# Martin Kübert
Martin Kübert-Hoffmann (* 1956 in Münnerstadt) ist ein deutscher Jazzpianist und Akkordeonist, der auch in der Weltmusik-Szene aktiv ist.

## Leben und Wirken
Kübert studierte zunächst Schulmusik an der Hochschule für Musik Würzburg, dann Jazzklavier an der Musikhochschule Köln. Mitte der 1980er Jahre spielte er zunächst in der Gruppe Wütrio. Mit Achim Fink und Schlagzeuger Heiko Thurm bildete er das Trio Finküberthurm, das 1990 ein Album vorlegte und 1993 in Westafrika auf Tournee auch mit Musikern wie Baaba Maal auftrat. Daneben spielte er in der Afropopgruppe Dunyabele. Weiterhin gehörte er zur Schäl Sick Brass Band und begleitete Gerd Köster, Richard Bargel sowie Adé Bantu. Mit dem iranischen Sänger Ebi trat er zwischen 2004 und 2006 im Nahen Osten, in Schweden, Australien sowie Neuseeland auf. An den Schauspielhäusern in Bonn, Bochum, Köln, Koblenz sowie Düsseldorf arbeitete er als Theatermusiker. Daneben ist er seit 2006 im Projekt Köln-Kalkutta-Kontakt aktiv. 
Mit Achim Fink arbeitet er aktuell im Duo Finkübert, das ausgehend von der Einladung zum Jazz Bliss-Festival 2011 in Rangun das Album Jazz Bliss produzierte. Ferner ist er Mitglied im Tabadoul Orchestra, das hauptsächlich die Musik von Mohammed Abdel Wahab interpretiert; mit ihm tourte er 2011 im Sudan und in Eritrea. Auch arrangierte und produzierte er die Kinderlieder-CD „Neue Abenteuer mit Olli Ohrwurm“. 2005 produzierte er mit Andreas Schilling und Achim Fink die Musik für den Spielfilm Die große Depression von Konstantin Faigle.
Zudem ist er als Dozent an der Kölner Jazzhaus-Schule tätig.

## Diskographische Hinweise
- Wütrio Wütrio (Thein 1987, reissued 2022)
- FinKüberThurm FinKüberThurm (JazzHausMusik 1990)
- Ulla Oster Beyond Janis (JazzHausMusik 1992, mit Reiner Winterschladen, Jan von Klewitz, Dirk Raulf, Buddy Sacher, Peter Eisold)
- Schäl Sick Brass Band Tschupun (ACT 1999)
- k über t, Topaz Music 2006